# Ańkowo (obwód iwanowski)
Ańkowo (ros. Аньково) – wieś (sieło) w Rosji, w obwodzie iwanowskim, w rejonie iljińskim. W 2010 liczyła 1345 mieszkańców.

## Urodzeni
- Anatolij Błagonrawow – radziecki wojskowy.